# あばよ白書
『あばよ白書』（あばよはくしょ）は、立原あゆみによる日本の漫画。『月刊アニマルハウス』および『ヤングアニマル』（白泉社）に連載された。単行本は全12巻（ジェッツコミックス）。
ヤクザを主題・題材にした漫画を多く手がける立原あゆみの作品の1つ。本作の特徴は、作者の代表作『本気!』『JINGI 仁義』『弱虫』などとは異なり、主人公が立身出世をせず、地元の小規模組織に留まる点が挙げられる。作中に登場する「犭会（けもの会）」「猩猩組」「壁村耐三」の名称は、他の立原あゆみ作品にも登場しており、共通の世界観を持つ。なお、猩猩組組長である壁村耐三の名は、秋田書店の『週刊少年チャンピオン』および『ヤングチャンピオン』で編集長を務めていた実在の人物の名前から取られている。

## ストーリー
- 第1部
- 第2部
- 第3部

## 登場人物

### 主人公
島野 航（しまの わたる）
猩猩組のチンピラ。置屋に身売りされたばかりの蛍(加代子)を連れて逃げた一件で小指を落とす。それ以前はカジュアルな服装だったが、以後は白いスーツに黒いワイシャツと白いネクタイという出で立ちとなる。極初期に着ていたジャンパーは、スタイルの変更に伴って貞治に譲られ、その後はサブへと受け継がれた模様。
宮地の独立に際しては、唯一組長の元に残り、若頭を任される。壁村耐三が卒中の再発で倒れた際に組長代行となる。
刺青は「弁慶の立ち往生に骨のマムシと炎」の総身彫り。組長を守る覚悟から「弁慶の立ち往生」と、暴走族時代の渾名「まむし」を合わせたモチーフとしている。
愛車は銀色のジャガー・Mk2。それ以前はアルト(CA71系)に乗っていた。みどりからセカンドカーとしてマツダ・キャロル・ミレディを譲られたが、自身では使用せず、もっぱら舎弟たちが使用している。

### 猩猩組
壁村 耐三（かべむら たいぞう）
組長。刺青は「猩猩の陣羽織」の総身彫り。「鎧武者が緋の陣羽織を着て合戦に赴く覚悟」をモチーフにしている。
宮地（みやじ）
若頭。分家して下部組織「猩猩組宮地会」を結成。熱海組のバックアップを受けて、本家・猩猩組と対立する。
生田目（なまため）
組員。宮地に従って「宮地会」に移籍。
林 欣次（はやし きんじ）
組員。宮地に従って「宮地会」に移籍。宮地会と猩猩組の暗闘の最中、壁村組長を狙うが未遂に終わり、航の手引きで逃亡する。後に宮地を狙撃して汚名をそそぎ、猩猩組に復帰する。最終的な肩書きは猩猩組舎弟頭。
山田 貞治（やまだ ていじ）
航の暴走族時代の後輩。地元の暴走族「ブラックフィッシュ」の二代目リーダー(初代は島野航)。当時の渾名は「ドラム缶」。「宮地会」発足前後から航の手伝いをしており、宮地派の分離後に最初の組員となる。
畑 飛夫（はたけ とびお）
航の暴走族時代の後輩。地元の暴走族「ブラックフィッシュ」の二代目サブリーダー。通称「トンビ」。宮地派の分離後に貞治に続いて組員となる。不良債権者を探し出す仕事を主に担当。
原田 三郎（はらだ さぶろう）
地元の暴走族「ブラックフィッシュ」の現役リーダー。通称「サブ」。
同級生が債権者の娘だったために猩猩組の取立てを妨害。それが縁で航の男気に惚れ込み、推し掛けの組員(見習)となる。熱海組系萩田組との抗争時に単身で殴り込みをかけるも無事に生還。これを機に正式な組員となる。縁組上は航の子分(壁村組長にとっては「孫」となる)。後に壊滅した独会組長代行を任される。
刺青は「仁王像・吽形」の総身彫り。左右の胸には「猩」の字をモチーフに、偏と旁を分けて「犭」と「星」が配置されている。ちなみにトンビに、お揃いで「仁王像・阿形」の刺青を入れるようにと誘ったものの、「アレルギー体質で肌が弱い」等とはぐらかされた。
「ヤクザはベンツ」というモットーがあるらしく、愛車は5万円で購入したメルセデス・ベンツ（W114/W115系）。
波錦（なみにしき）
逃亡中の欣次が連れて来た風来坊。
井口 伸也（いぐち のぶや）
元・熱海組組員。壁村組長を狙うヒットマンとして猩猩組に潜入。暗殺の機会を窺うが、組長の人柄に触れて改心し、頭を丸めて杯を受ける。
秋生（あきお）
元・猿楽組系組員。猿楽組と天狗組との抗争で、天狗組本部に撃ち込み、逃亡中に猩猩組に匿われた。後に壊滅状態の独会組長代行となったサブの元に助っ人として参加する。

### 航を取り巻く女性
蛍（ほたる）
置屋「藪屋(やぶや)」の新米芸者。本名・湯川加代子(ゆかわ かよこ)。後に航と結婚し妊娠する。
ますみ
スナック「FreePort(フリーポート)」のママ。子持ちの人妻。遠洋漁業に出かけて留守がちな夫の代わりに航と関係を持つ。航の結婚後は、サブと同様の関係となる。
絹田 美保（きぬた みほ）
呉服屋「正絹(しょうけん)」の社長の娘。高校生。航の娘・海(うみ)を出産。
諏訪みどり（すわ みどり）
コンパニオン。
春子（はるこ）
ストリッパー。
鈴木 房江（すずき ふさえ）
漁協に勤める事務員。あまり美人ではないが一途。
雨宮 雪子（あまみや ゆきこ）
看護婦。太っている。
英里香（えりか）
看護婦。雪子の同僚。
花井 文子（はない ふみこ）
小学校教師。理香子の同僚。自己保身を優先する利己的な面を持ち、逆恨みして怪文書を流すなど非常識な行動を取ることがある。
仁美（ひとみ）
狩首組組長の実子・大介(若)の愛人。狩首組の内部情報を航に提供していた。

### 街の住人
手毬（てまり）
置屋「藪屋」の芸者。先輩格の芸者の中では一番の売れっ子。かつては航の憧れの女性であった。
桃太郎（ももたろう）
置屋「藪屋」の芸者。太っている。
玉奴（たまやっこ）
置屋「藪屋」の遣手。新人に芸事や行儀指導を行う。
おかみ
置屋「藪屋」の女将。太っている。商売っ気の強い利己的な面もあるが、置屋の女将として矜持を示す場面もある。温泉の枯渇と震災による家屋の倒壊を受けて廃業および引退を決意。一人残った蛍に、航との結婚を促した。
正絹の社長
呉服屋「正絹」の社長。蛍を身請けする。後に破産し、家族と別れて行方をくらました。
稲葉 和子（いなば かずこ）
猩猩組・壁村家の住み込み家政婦。元は取立てを受けていた債務者の一人で、宮地会の分裂(および壁村と時子の離別)により組長の世話をする人手が足りなくなったために、航が家政婦としてスカウトした。
稲葉ゆう子（いなば ゆうこ）
和子の娘。初出時には幼児だったが、徐々に成長し幼稚園・小学校へと進む。
白岩留左エ門（しらいわ とめざえもん）
温泉掘りの老人で、この道50年のベテラン。壁村耐三とは小学校時代の同級生。ついに温泉を掘り当てるが、地元関係者の口車に乗り、安価で採掘権を譲渡する。
時子（ときこ）
猩猩組組長・壁村耐三の愛人。宮地派の分裂に際し、宮地とともに猩猩組を去る。
桃子（ももこ）
ストリッパー一座の座長の娘。高校を中退して、ストリッパーとしてデビュー。
梨田理香子（なしだ りかこ）
ゆう子の小学校の担任。
ジーナ
フィリピンからの出稼ぎ外国人。トンビの愛人。

## 登場組織
犭会（けもの会）
東海地方を縄張りとする広域組織連合。「最古七組」と呼ばれる7団体により、当地域での組織間抗争を防ぐ目的で設立された。
会長職を最古七組の組長から選出し、5年の任期で交代制をとっている。就任に関しては、会の結成時に行われたくじ引きで、当初より順番は決定している。
初代会長は猩猩組・壁村耐三。五代目会長は獲物組・国枝薫。六代目の新会長は狩首組・喜多見佐一が就任。次期会長(七代目)は猿楽組が担当する予定となっている。一巡した後はまた最初に戻り、八代目は猩猩組になる予定。
最古七組とは別に、会長の下に直系組織(一次団体)が41団体存在する(単行本8巻)。合計48の一次団体は個別に下部組織(二次団体)を組織している場合もある。

### 最古七組
猩猩組（しょうじょう組）
組長は壁村耐三。若頭は宮地、のちに島野。
狩首組（かりくび組）
組長は喜多見佐一。
今期の会長に就任。密かに5年任期の決定事項を無視して長期政権を目論見んでいる。そのため、次期・次々期の担当である猿楽組・猩猩組と水面下で対立している。
天狗組（てんぐ組）
組長は丹野稲造。
狐尾組（こび組）
組長は瀬尾善二郎。
独会（ひとり会）
組長は二代目・荒巻直治。
獲物組（えもの組）
組長は国枝薫。
前期の会長を務めていた。当初より「親狩首派」。
猿楽組（さるがく組）
組長は二代目・海道朝也。若頭は設置しておらず、ナンバー1から10までの幹部が必要に応じて順次対応する体制を敷いている。
次期会長に就任が予定されている。海道組長以下、任侠道を重んずる傾向が強い。対狩首派との関係も有り、基本的に「親猩猩派」である。

### 直系団体・二次団体
熱海組（あたみ組）
直系団体。41の直系団体の中では最有力であり、狩首組の後ろ盾を得て、最古七組へ「第八番目の組織」として加入を画策。猩猩組および猿楽組と対立する。
萩田組（はぎた組）
熱海組の子組(二次団体)。猿楽組系霞組と抗争を起こす。
霞組（かすみ組）
猿楽組の子組(二次団体)。狩首組系霞組と抗争を起こす。

## 掲載期間
- 第1部 『月刊アニマルハウス』 1989年5月号 - 1992年4月号
- 第2部 『ヤングアニマル』 1992年NO.1 - 1993年NO.24
- 第3部 『ヤングアニマル』 1994年NO.18 - 1995年NO.20

## 単行本
『あばよ白書』《白泉社・ジェッツコミックス》 全12巻
1. ISBN 4-592-13641-1 1989年12月23日初版発行
2. ISBN 4-592-13642-X 1990年7月1日初版発行
3. ISBN 4-592-13643-8 1990年12月22日初版発行
4. ISBN 4-592-13644-6 1992年1月31日初版発行
5. ISBN 4-592-13645-4 1992年8月31日初版発行
6. ISBN 4-592-13646-2 1993年2月28日初版発行
7. ISBN 4-592-13647-0 1993年5月31日初版発行
8. ISBN 4-592-13648-9 1993年10月31日初版発行
9. ISBN 4-592-13649-7 1994年1月31日初版発行
10. ISBN 4-592-13657-8 1995年3月31日初版発行
11. ISBN 4-592-13658-6 1995年8月31日初版発行
12. ISBN 4-592-13659-4 1996年1月31日初版発行

## オリジナルビデオ版
1995年（徳間ジャパンコミュニケーションズ）

### キャスト
- 島野航：大沢樹生
- 芳本美代子
- 桂木亜沙美
- 江藤潤
- 犬塚弘

### スタッフ
- 監督：貞永方久
- 脚本：南部英夫
- 撮影：坂本典隆
- 音楽：義野裕明